# لاپورته (کالیفرنیا)
لاپورته (به انگلیسی: La Porte) یک منطقهٔ مسکونی در ایالات متحده آمریکا است که در شهرستان پلوماس، کالیفرنیا واقع شده‌است. لاپورته ۱۱٫۵۴۴ کیلومتر مربع مساحت و ۲۶ نفر جمعیت دارد و ۱٬۵۱۸ متر بالاتر از سطح دریا واقع شده‌است.